# Proteína de la espícula (coronavirus)
La glucoproteína de la espícula, más conocida como proteína de la espícula (en inglés: spike protein, S), antes conocida como E2, es la más grande de las cuatro principales proteínas estructurales que se encuentran en los coronavirus. La proteína de la espícula se ensambla en trímeros que forman grandes estructuras, llamadas espículas o peplómeros, que se proyectan desde la superficie del virión . La apariencia distintiva de estas espículas cuando se visualiza usando microscopía electrónica de transmisión de tinción negativa, "recuerda la corona solar", le da a la familia del virus su nombre.
La función de la glucoproteína de la espícula es mediar la entrada viral en la célula huésped interactuando primero con moléculas en la superficie exterior de la célula y luego fusionando las membranas viral y celular. La glucoproteína de la espícula es una proteína de fusión de clase I que contiene dos regiones, conocidas como S1 y S2, responsables de estas dos funciones. La región S1 contiene el dominio de unión al receptor que se une a los receptores en la superficie celular. Los coronavirus utilizan una gama muy diversa de receptores; El SARS-CoV (que causa el SARS) y el SARS-CoV-2 (que causa el COVID-19 ) interactúan con la enzima convertidora de angiotensina 2 (ECA2). La región S2 contiene el péptido de fusión y otra infraestructura de fusión necesaria para la fusión de la membrana con la célula huésped, un paso necesario para la infección y la replicación viral . La glucoproteína de la espícula determina el rango de hospedadores del virus (qué organismos puede infectar) y el tropismo celular (qué células o tejidos puede infectar dentro de un organismo).
La glucoproteína de la espícula es altamente inmunogénica . Los anticuerpos contra la glucoproteína de la espícula se encuentran en pacientes recuperados del SARS y de la COVID-19. Los anticuerpos neutralizantes se dirigen a los epítopos del dominio de unión al receptor. La mayoría de los esfuerzos de desarrollo de la vacuna contra la COVID-19 en respuesta a la pandemia tienen como objetivo activar el sistema inmunológico contra la proteína de la espícula.

## Estructura

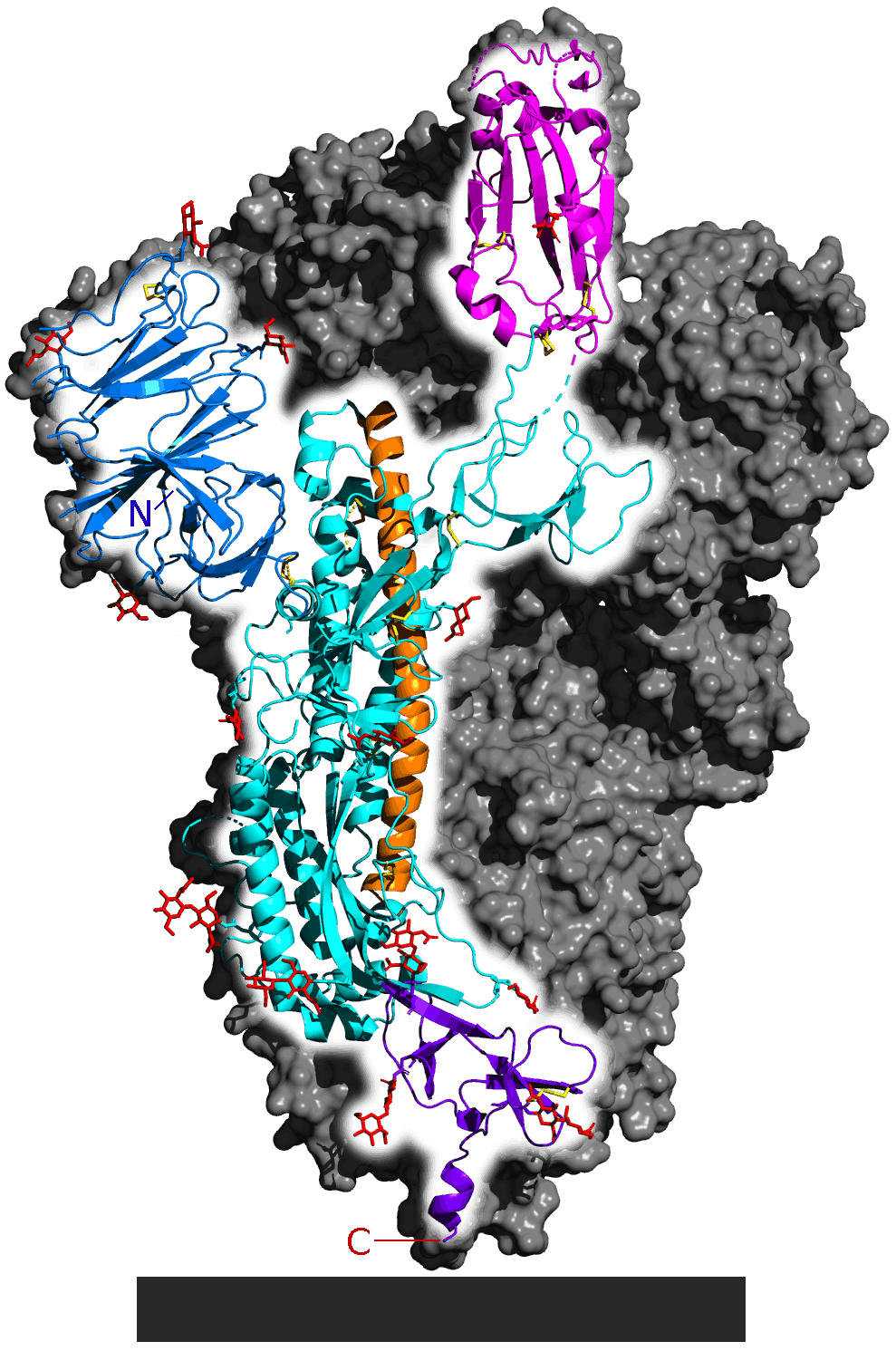
Estructura de criomicroscopía electrónica de un trímero de proteína de la espícula de SARS-CoV-2 en la conformación previa a la fusión, con un solo monómero resaltado. El S1 NTD se muestra en azul y el S1 CTD (que sirve como dominio de unión al receptor) se muestra en rosa. Las hélices se muestran en naranja y cian como partes de S2 que sufrirán cambios conformacionales durante la fusión. La barra negra en la parte inferior indica la posición de la membrana viral. De.

La proteína de la espícula es muy grande, a menudo de 1200-1400 residuos de aminoácidos de longitud; son 1273 residuos en SARS-CoV-2 . Es una proteína transmembrana de un solo paso con una cola C-terminal corta en el interior del virus, una hélice transmembrana y un ectodominio N-terminal grande expuesto en el exterior del virus.
La glucoproteína de la espícula forma homotrímeros en los que interactúan tres copias de la proteína a través de sus ectodominios. Las estructuras del trímero se han descrito como en forma de pera o pétalo. Cada proteína de la espícula contiene dos regiones conocidas como S1 y S2, y en el trímero ensamblado, las regiones S1 en el extremo N-terminal forman la porción de la proteína más alejada de la superficie viral, mientras que las regiones S2 forman un "tallo" flexible que contiene la mayor parte de las interacciones proteína-proteína que mantienen el trímero en su lugar.

### S1
La región S1 de la glucoproteína de la espícula es responsable de interactuar con las moléculas receptoras en la superficie de la célula huésped en el primer paso de la entrada viral . S1 contiene dos dominios, llamados dominio N-terminal (NTD) y dominio C-terminal (CTD), veces también conocido como dominios A y B. Dependiendo del coronavirus, se pueden usar uno o ambos dominios como dominios de unión al receptor (RBD). Los receptores diana pueden ser muy diversos, incluyendo proteínas receptoras de superficie celular y azúcares como los ácidos siálicos como receptores o correceptores. En general, el DTN se une a las moléculas de azúcar mientras que el CTD se une a las proteínas, con la excepción del virus de la hepatitis del ratón, que usa su DTN para interactuar con un receptor de proteína llamado CEACAM1 . El NTD tiene un pliegue proteico similar a la galectina, pero se une a las moléculas de azúcar de manera algo diferente que las galectinas.
El CTD es responsable de las interacciones de MERS-CoV con su receptor dipeptidil peptidasa-4, y los de SARS-CoV y SARS-CoV-2 con su receptor de la enzima convertidora de angiotensina 2 (ECA2). El CTD de estos virus se puede dividir en dos subdominios, conocidos como núcleo y bucle extendido o motivo de unión al receptor (RBM), donde se encuentran la mayoría de los residuos que contactan directamente con el receptor diana. Existen diferencias sutiles, principalmente en la RBM, entre las interacciones de las proteínas de la espícula SARS-CoV y SARS-CoV-2 con ECA2. Las comparaciones de proteínas de la espícula de múltiples coronavirus sugieren que la divergencia en la región RBM puede explicar las diferencias en los receptores diana, incluso cuando el núcleo del S1 CTD es estructuralmente muy similar.
Dentro de los linajes de coronavirus, así como en los cuatro subgrupos principales de coronavirus, la región S1 está menos conservada que la S2, como corresponde a su papel en la interacción con receptores de células huésped específicas de virus. Dentro de la región S1, la NTD está más altamente conservada que la CTD.

### S2
La región S2 de la glucoproteína de la espícula es responsable de la fusión de la membrana entre la envoltura viral y la célula huésped, lo que permite la entrada del genoma del virus en la célula. La región S2 contiene el péptido de fusión, un tramo de aminoácidos principalmente hidrófobos cuya función es entrar y desestabilizar la membrana de la célula huésped. S2 también contiene dos subdominios de repetición de heptada conocidos como HR1 y HR2, a veces denominados región del "núcleo de fusión". Estos subdominios experimentan cambios conformacionales dramáticos durante el proceso de fusión para formar un haz de seis hélices, un rasgo característico de las proteínas de fusión de clase I. También se considera que la región S2 incluye la hélice transmembrana y la cola C-terminal ubicada en el interior del virión.
En contraste con S1, la región S2 está muy bien conservada entre los coronavirus.

### Modificaciones postraduccionales

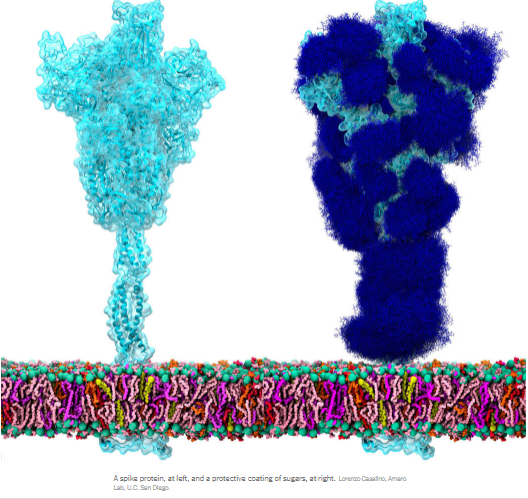
Proteína de la espícula ilustrada con y sin glucosilación.

La glucoproteína de la espícula está fuertemente glucosilada a través de la N-glucosilación. Los estudios de la proteína de la espícula de SARS-CoV-2 también han informado de la O-glucosilación en la región S1. La cola C-terminal, ubicada en el interior del virión, está enriquecida en residuos de cisteína y está palmitoilada .
El glicano ligado O crea un escudo que oculta la proteína S de ser reconocida por los anticuerpos.
Las proteínas de la espícula se activan a través de la escisión proteolítica . Son escindidas por proteasas de la célula huésped en el límite S1-S2 y más tarde en lo que se conoce como el sitio S2 'en el extremo N-terminal del péptido de fusión.

### Cambio conformacional
Al igual que otras proteínas de fusión de clase I, la proteína de la espícula sufre un cambio conformacional muy grande durante el proceso de fusión. Los estados de prefusión y posfusión de varios coronavirus, especialmente SARS-CoV-2, han sido estudiados por criomicroscopía electrónica . También se ha observado una dinámica de proteínas funcionalmente importante dentro del estado previo a la fusión, en el que las orientaciones relativas de algunas de las regiones S1 con respecto a S2 en un trímero pueden variar. En el estado cerrado, las tres regiones S1 están empaquetadas estrechamente y la región que hace contacto con los receptores de la célula huésped es estéricamente inaccesible, mientras que los estados abiertos tienen uno o dos RBD S1 más accesibles para la unión del receptor, en una conformación abierta o "hacia arriba". .

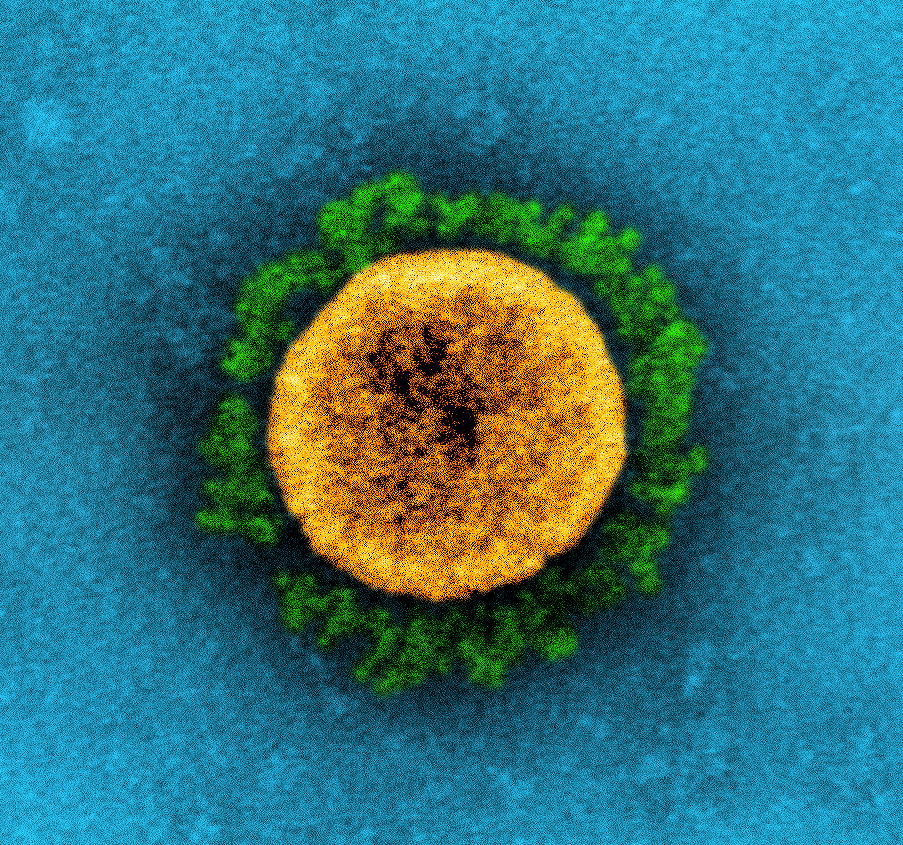
Micrografía electrónica de transmisión de un virión de SARS-CoV-2, que muestra el aspecto característico de "corona" con las proteínas de punta (verde) formando proyecciones prominentes desde la superficie del virión (amarillo).

## Expresión y localización
El gen que codifica la proteína de la espícula se encuentra hacia el extremo 3 ' del genoma del ARN de sentido positivo del virus, junto con los genes de las otras tres proteínas estructurales y varias proteínas accesorias específicas del virus. El tráfico de proteínas de las proteínas de la espícula parece depender del subgrupo de coronavirus: cuando se expresan de forma aislada sin otras proteínas virales, las proteínas de la espícula de betacoronavirus pueden alcanzar la superficie celular, mientras que las de alfacoronavirus y gammacoronavirus se retienen intracelularmente. En presencia de la proteína M, el tráfico de la proteína de la espícula se altera y, en cambio, se retiene en el ERGIC, el sitio en el que se produce el ensamblaje viral. En el SARS-CoV-2, tanto la proteína M como la E modulan el tráfico de proteínas de la espícula a través de diferentes mecanismos.

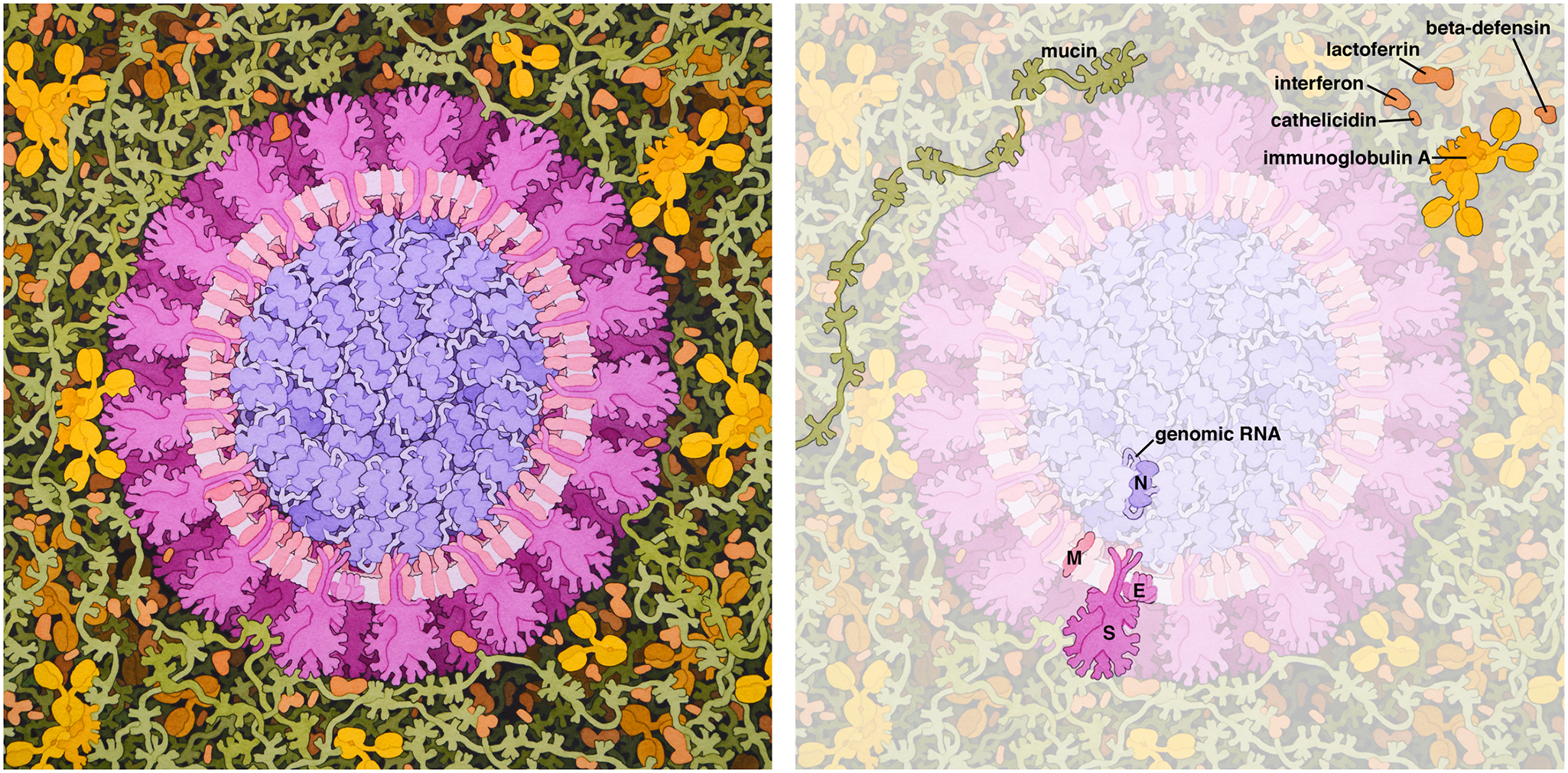
Ilustración de un virión de coronavirus en la mucosa respiratoria, que muestra las posiciones de las cuatro proteínas estructurales y componentes del entorno extracelular.

La proteína de la espícula no es necesaria para el ensamblaje viral o la formación de partículas similares a virus; sin embargo, la presencia de las espículas puede influir en el tamaño de la envoltura viral. La incorporación de la proteína espícula en los viriones durante el ensamblaje y la gemación depende de las interacciones proteína-proteína con la proteína M a través de la cola C-terminal. El examen de viriones mediante microscopía crioelectrónica sugiere que hay aproximadamente de 25 a 100 trímeros de espículas por virión.

## Función
La proteína de la espícula es responsable de la entrada viral en la célula huésped, un paso inicial requerido en la replicación viral . Es fundamental para la replicación. Realiza esta función en dos pasos, primero se une a un receptor en la superficie de la célula huésped a través de interacciones con la región S1, y luego fusiona las membranas viral y celular a través de la acción de la región S2. La ubicación de la fusión varía según el coronavirus específico, algunos pueden ingresar a la membrana plasmática y otros ingresan desde los endosomas después de la endocitosis .

### Interacción con diana celular
La interacción del dominio de unión al receptor en la región S1 con su receptor diana en la superficie celular inicia el proceso de entrada viral. Los diferentes coronavirus se dirigen a diferentes receptores de la superficie celular, a veces utilizando moléculas de azúcar como el ácido siálico o formando interacciones proteína-proteína con proteínas expuestas en la superficie celular. Los diferentes coronavirus varían ampliamente en su receptor objetivo. La presencia de un receptor diana al que S1 puede unirse es un determinante del rango de hospedadores y del tropismo celular .
| Especies                                                              | Género          | Receptor                              | Referencia    |
| --------------------------------------------------------------------- | --------------- | ------------------------------------- | ------------- |
| Coronavirus humano 229E                                               | Alfacoronavirus | Aminopeptidasa N                      | [ 5 ] [ 28 ]  |
| Coronavirus humano NL63                                               | Alfacoronavirus | Enzima convertidora de angiotensina 2 | [ 5 ] [ 29 ]  |
| Coronavirus humano HKU1                                               | Betacoronavirus | Ácido N-acetil-9-O-acetilneuramínico  | [ 27 ] [ 30 ] |
| Coronavirus humano OC43                                               | Betacoronavirus | Ácido N-acetil-9-O-acetilneuramínico  | [ 5 ] [ 31 ]  |
| Coronavirus relacionado con el síndrome respiratorio de Oriente Medio | Betacoronavirus | Dipeptidil peptidasa-4                | [ 5 ] [ 32 ]  |
| Síndrome respiratorio agudo severo coronavirus                        | Betacoronavirus | Enzima convertidora de angiotensina 2 | [ 5 ] [ 33 ]  |
| Síndrome respiratorio agudo severo coronavirus 2                      | Betacoronavirus | Enzima convertidora de angiotensina 2 | [ 6 ] [ 10 ]  |

### Escisión proteolítica
La escisión proteolítica de la proteína de la espícula, a veces conocida como "cebado", es necesaria para la fusión de la membrana. En relación con otras proteínas de fusión de clase I, este proceso es complejo y requiere dos escisiones en diferentes sitios, uno en el límite S1 / S2 y otro en el sitio S2 'para liberar el péptido de fusión . Los coronavirus varían en qué parte del ciclo de vida viral ocurren estas escisiones, particularmente la escisión S1 / S2. Muchos coronavirus se escinden en S1 / S2 antes de la salida viral de la célula productora de virus, por furina y otras proproteínas convertasas ; en SARS-CoV-2, un sitio de escisión de furina polibásica está presente en esta posición. Otras pueden ser escindidas por proteasas extracelulares como la elastasa, por proteasas localizadas en la superficie celular después de la unión al receptor, o por proteasas encontradas en lisosomas después de la endocitosis. Las proteasas específicas responsables de esta escisión dependen del virus, el tipo de célula y el entorno local. En el SARS-CoV, la serina proteasa TMPRSS2 es importante para este proceso, con contribuciones adicionales de las cisteína proteasas catepsina B y catepsina L en los endosomas. También se ha informado que contribuyen la tripsina y las proteasas similares a la tripsina. En el SARS-CoV-2, TMPRSS2 es la proteasa principal para la escisión de S2 ', y se informa que su presencia es esencial para la infección viral.

### Fusión de membranas

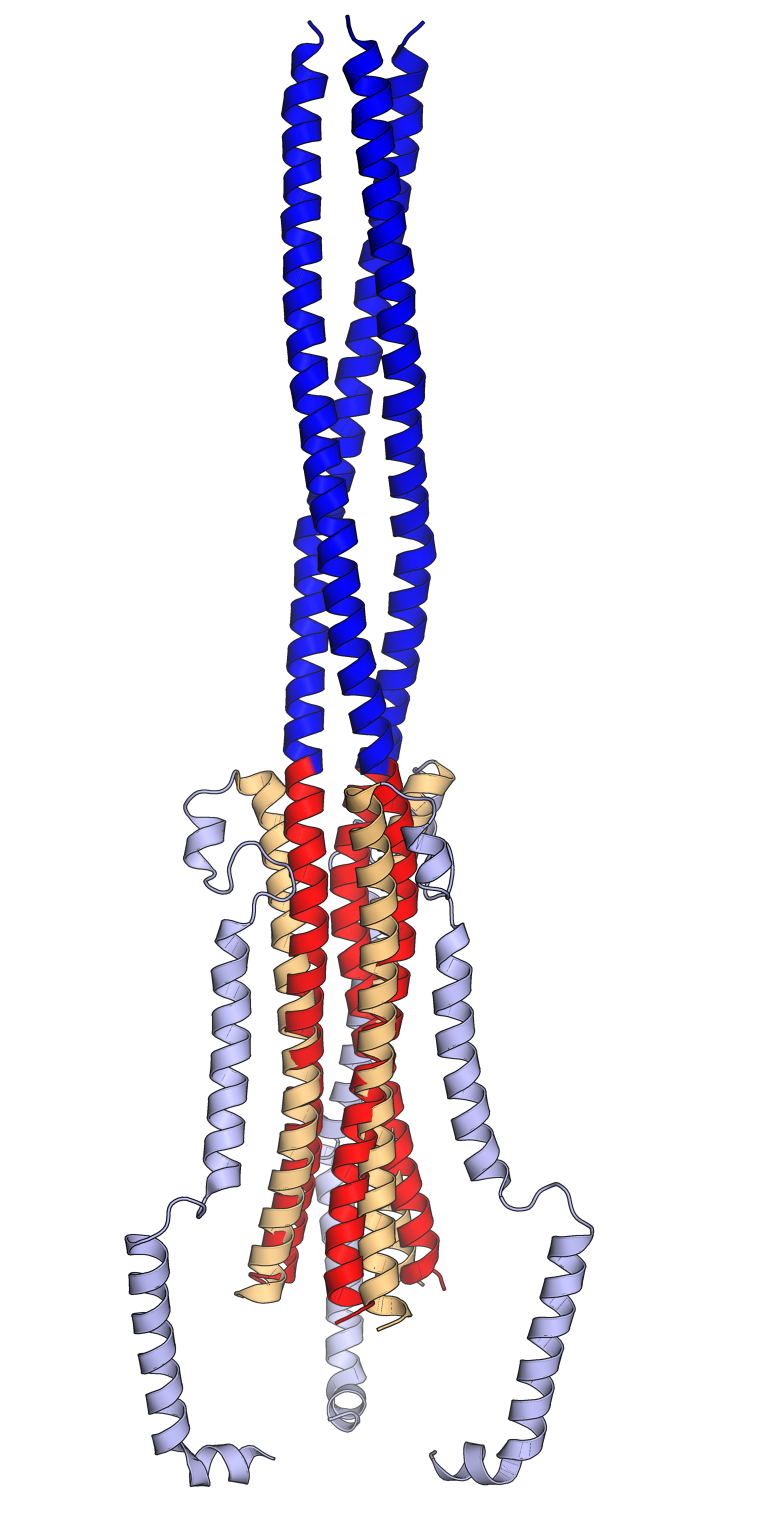
Comparación de las conformaciones de prefusión (naranja, azul claro) y posfusión (rojo, azul oscuro) del trímero de proteína de la espícula de SARS-CoV. En la conformación previa a la fusión, la hélice central (naranja) y la repetición 1 de la heptada (HR1, azul claro) se pliegan una sobre la otra en una orientación antiparalela. En la conformación posterior a la fusión, la hélice central (roja) y la secuencia HR1 (azul oscuro) se reorganizan para formar una bobina en espiral trimérica extendida. La membrana viral está en la parte inferior y la membrana de la célula huésped en la parte superior. Solo se muestran las partes clave de la subunidad S2. De (prefusión) y (posfusión).

Como otras proteínas de fusión de clase I, la proteína de la espícula en su conformación previa a la fusión se encuentra en un estado metaestable. Se desencadena un cambio conformacional dramático para inducir a las repeticiones de heptada en la región S2 a replegarse en un paquete extendido de seis hélices, lo que hace que el péptido de fusión interactúe con la membrana celular y acerque las membranas viral y celular. Se requiere la unión del receptor y la escisión proteolítica (a veces conocida como "cebado"), pero los desencadenantes adicionales para este cambio conformacional varían según el coronavirus y el entorno local. Los estudios in vitro de SARS-CoV sugieren una dependencia de la concentración de calcio. Inusualmente para los coronavirus, el virus de la bronquitis infecciosa, que infecta a las aves, puede desencadenarse solo por un pH bajo; para otros coronavirus, el pH bajo no es en sí mismo un desencadenante, pero puede ser necesario para la actividad de las proteasas, que a su vez son necesarias para la fusión. La ubicación de la fusión de la membrana, en la membrana plasmática o en los endosomas, puede variar según la disponibilidad de estos factores desencadenantes del cambio conformacional. La fusión de las membranas viral y celular permite la entrada del genoma de ARN de sentido positivo del virus en el citosol de la célula huésped, después de lo cual comienza la expresión de proteínas virales.
Además de la fusión de las membranas de las células virales y hospedadoras, algunas proteínas de espículas de coronavirus pueden iniciar la fusión de membranas entre las células infectadas y las células vecinas, formando sincitios. Este comportamiento se puede observar en células infectadas en cultivo celular . Se han observado sincitios en muestras de tejido de pacientes de infecciones con SARS-CoV, MERS-CoV y SARS-CoV-2, aunque algunos informes destacan una diferencia en la formación de sincitios entre los picos de SARS-CoV y SARS-CoV-2 atribuido a diferencias de secuencia cerca del sitio de escisión S1 / S2.

### Inmunogenicidad
Debido a que está expuesta en la superficie del virus, la proteína de la espícula es un antígeno principal contra el que se desarrollan anticuerpos neutralizantes. Su glicosilación extensa puede servir como un escudo de glucanos que oculta los epítopos del sistema inmunológico . Debido al brote de SARS y la pandemia de COVID-19, se han estudiado ampliamente los anticuerpos contra las proteínas de la espícula de SARS-CoV y SARS-CoV-2. Se han identificado anticuerpos contra las proteínas pico del SARS-CoV y del SARS-CoV-2 que se dirigen a los epítopos del dominio de unión al receptor o interfieren con el proceso de cambio conformacional. La mayoría de los anticuerpos de los individuos infectados se dirigen al dominio de unión al receptor.

## Respuesta a la COVID-19

### Vacunas
En respuesta a la pandemia de COVID-19, se han desarrollado varias vacunas de COVID-19 utilizando una variedad de tecnologías, incluidas las vacunas de ARNm y las vacunas de vectores virales . La mayor parte del desarrollo de vacunas se ha centrado en la proteína de la espícula. Basándose en técnicas previamente utilizadas en la investigación de vacunas destinadas al virus sincitial respiratorio y al SARS-CoV, muchos esfuerzos de desarrollo de vacunas contra el SARS-CoV-2 han utilizado construcciones que incluyen mutaciones para estabilizar la conformación previa a la fusión de la proteína de la espícula, lo que facilita el desarrollo de anticuerpos contra los epítopos expuestos. en esta conformación.

### Anticuerpos monoclonales

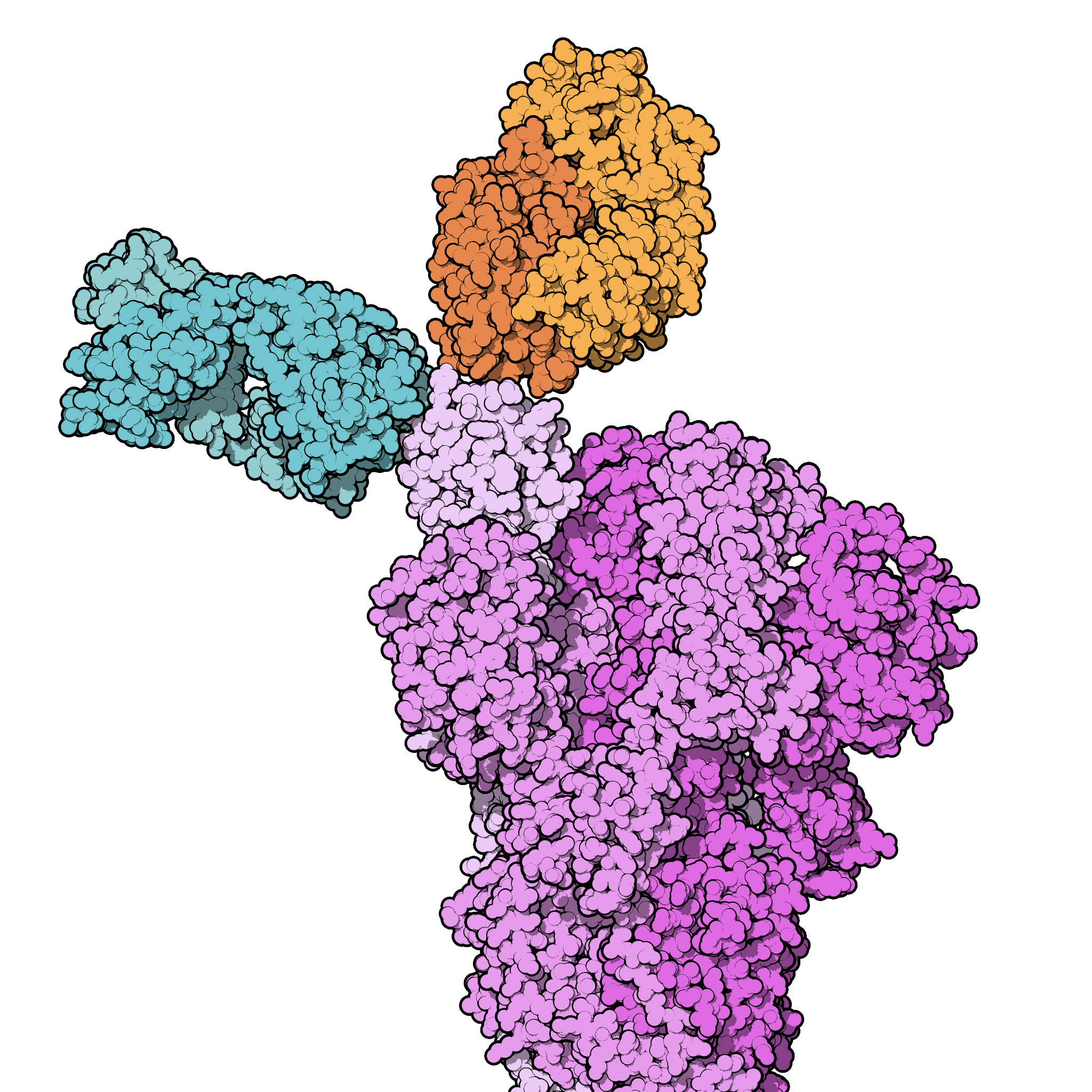
Casirivimab (azul) e imdevimab (naranja) interactúan con el dominio de unión al receptor de la proteína de la espícula (rosa).

Los anticuerpos monoclonales que se dirigen a la proteína de la espícula se han desarrollado como tratamientos de COVID-19. Al 8 de julio de 2021, tres productos de anticuerpos monoclonales habían recibido Autorización de uso de emergencia en los Estados Unidos: bamlanivimab/etesevimab,  casirivimab/imdevimab, y sotrovimab . La combinación bamlanivimab/etesevimab no se recomendó en los Estados Unidos debido al aumento de variantes del SARS-CoV-2 que son menos susceptibles a estos anticuerpos.

### Variantes del SARS-CoV-2
Durante la pandemia de COVID-19, el genoma de los virus del SARS-CoV-2 se secuenció muchas veces, lo que resultó en la identificación de miles de variantes distintas. Muchos de estos poseen mutaciones que cambian la secuencia de aminoácidos de la proteína de la espícula. En un análisis de la Organización Mundial de la Salud de julio de 2020, el gen spike (S ) fue el segundo mutado con mayor frecuencia en el genoma, después de ORF1ab (que codifica la mayoría de las proteínas no estructurales del virus). La tasa de evolución en el gen de la espícula es más alta que la observada en el genoma en general. Los análisis de los genomas del SARS-CoV-2 sugieren que algunos sitios en la secuencia de la proteína de la espícula, particularmente en el dominio de unión al receptor, son de importancia evolutiva y están experimentando una selección positiva .
Las mutaciones de la proteína de la espícula suscitan preocupación porque pueden afectar la infectividad o la transmisibilidad, o facilitar el escape inmunológico . La mutación D 614 G ha surgido de forma independiente en múltiples linajes virales y se vuelve dominante entre los genomas secuenciados; puede tener ventajas en cuanto a infectividad y transmisibilidad posiblemente debido al aumento de la densidad de los picos en la superficie viral, aumentando la proporción de conformaciones competentes para la unión o mejorando la estabilidad. Las mutaciones en la posición E 484, particularmente E 484 K, se han asociado con escape inmunológico y unión reducida de anticuerpos. La variante ómicron del SARS-CoV-2 es notable por tener un número inusualmente alto de mutaciones en la proteína de la espícula.

### Desinformación
Durante la pandemia de COVID-19, en las plataformas de redes sociales circuló información errónea contra la vacunación sobre COVID-19 relacionada con el papel de la proteína de la espícula en las vacunas COVID-19 . Se decía que las proteínas de la espícula eran peligrosamente " citotóxicas " y, por tanto, las vacunas de ARNm que las contenían eran peligrosas en sí mismas. Las proteínas de la espícula no son citotóxicas ni peligrosas. También se dijo que las personas vacunadas " eliminaban" proteínas de la espícula, en una alusión errónea al fenómeno de la diseminación viral inducida por la vacuna, que es un efecto poco común de las vacunas de virus vivos a diferencia de las utilizadas para COVID-19. No es posible el "desprendimiento" de proteínas de la espícula.

## Evolución, conservación y recombinación
Se cree que las proteínas de fusión de clase I, un grupo cuyos ejemplos bien caracterizados incluyen la proteína de la espícula de coronavirus, la hemaglutinina del virus de la influenza y la Gp41 del VIH, están relacionadas evolutivamente. La región S2 de la proteína espícula responsable de la fusión de la membrana está más altamente conservada que la región S1 responsable de las interacciones del receptor. La región S1 parece haber sido objeto de una selección de diversificación significativa.
Dentro de la región S1, el dominio N-terminal está más conservado que el dominio C-terminal. El pliegue proteico similar a la galectina del NTD sugiere una relación con proteínas celulares estructuralmente similares a partir de las cuales puede haber evolucionado a través de la captura de genes del huésped. Se ha sugerido que el CTD puede haber evolucionado del NTD por duplicación de genes . La posición de superficie expuesta del CTD, vulnerable al sistema inmunológico del huésped, puede colocar esta región bajo una alta presión selectiva . Las comparaciones de las estructuras de diferentes CTD de coronavirus sugieren que pueden estar bajo selección diversificada y, en algunos casos, coronavirus relacionados lejanamente que usan el mismo receptor de superficie celular pueden hacerlo a través de una evolución convergente .
La región genómica que codifica la proteína de la espícula también es un punto caliente para la recombinación tanto homóloga como no homóloga. Especialmente para los eventos de recombinación de la espícula entre diferentes subgéneros de coronavirus, los sitios de cruce no son únicos, pero tienden a ser dobles, lo que significa que la espícula se mueve a otro subgénero en un modo similar a un casete. Hasta ahora, no hay evidencia de que la espícula se haya movido (mediante recombinación) de un subgénero a otro, dentro del género betacoronavirus (que incluye SARS-CoV humano, SARS-CoV-2, MERS, HKU1, OC43). Sin embargo, muchos de estos eventos de recombinación de la espícula se han producido entre diferentes subgéneros en los géneros de coronavirus Alfa, Gamma y Delta, y son una causa importante de preocupación y vigilancia con respecto a la evolución de la pandemia por COVID-19.